# هاينز موسر
هاينز موسر هو لاعب كرة قدم سويسري، ولد في 12 أكتوبر 1967. لعب مع نادي ثون ونادي سيون ونادي لوزيرن ونادي يانغ بويز.

## وصلات خارجية
- هاينز موسر على موقع قاعدة بيانات كرة القدم.إي يو (الإنجليزية)